# Собяновиці
Собяновиці (пол. Sobianowice) — село в Польщі, у гміні Вулька Люблінського повіту Люблінського воєводства.
Населення — 447 осіб (2011).

## Демографія
Демографічна структура станом на 31 березня 2011 року:
|          | Загалом | Допрацездатний вік | Працездатний вік | Постпрацездатний вік |
| -------- | ------- | ------------------ | ---------------- | -------------------- |
| Чоловіки | 218     | 55                 | 142              | 21                   |
| Жінки    | 229     | 48                 | 130              | 51                   |
| Разом    | 447     | 103                | 272              | 72                   |